# Micoproteína
La micoproteína es una forma de proteína unicelular, también conocida como proteína fúngica, se define en el Diccionario de Inglés de Oxford como "Proteína derivada de hongos, especialmente producida para el consumo humano". "Myco" es la palabra griega para "hongo". 

## Historia
La única micoproteína en venta en Europa y América del Norte se llama Quorn, creada a partir de Fusarium venenatum. En la década de 1960, F. venenatum fue identificada por la compañía inglesa Rank Hovis McDougall como una fuente potencial de proteínas para los humanos. F. venenatum fue una de las más de 3,000 especies de hongos analizados durante un período de tres años por ser baratos de reproducir, nutritivos y sabrosos. La preocupación por el potencial patógeno de la especie en las plantas condujo a un proceso de prueba de doce años. Después de este período, se permitió que F. venenatum se vendiera en el mercado inglés y en ese momento era el producto alimenticio más probado en el mercado europeo. F. venenatum es la única fuente de micoproteínas que puede producir un alto porcentaje de biomasa de proteína aprobada para el mercado. 

## Síntesis
El hongo se cultiva en cubas utilizando jarabe de glucosa como alimento. Una cuba de fermentación se llena con el medio de crecimiento y luego se inocula con las esporas de hongos. El cultivo de F. venenatum respira aeróbicamente, para que crezca a un ritmo óptimo, se le suministre oxígeno y se extraiga dióxido de carbono de la tina. Para hacer proteínas, se agrega nitrógeno (en forma de amoníaco) y se necesitan vitaminas y minerales para apoyar el crecimiento. La cuba se mantiene a una temperatura constante, también optimizada para el crecimiento; el hongo puede duplicar su masa cada cinco horas. 
Cuando se ha creado la cantidad deseada de micoproteína, el medio de crecimiento se extrae de un grifo en la parte inferior del fermentador. La micoproteína se separa y se purifica. Es un sólido amarillo pálido con un ligero sabor a champiñones. Se pueden agregar diferentes sabores y sabores a la micoproteína para agregar variedad.
Se produce una mutación reproducible después de 1.000 a 1.200 horas de cultivo en F. venenatum, lo que reduce considerablemente la longitud de la hifa en el organismo, lo que se considera desfavorable para la producción. En condiciones normales, esta cepa mutante desplazará rápidamente la cepa principal. Reemplazar el amoníaco con nitrato como fuente de nitrógeno, o complementar los cultivos de amonio con peptona, evita que esta cepa mutante alcance al producto, pero aún se desarrollará. Alternativamente, la apariencia del mutante puede retrasarse variando las presiones de selección, como las concentraciones de nutrientes o los niveles de pH.

## Preocupaciones de salud
Algunas cepas de F. venenatum producen una variedad de micotoxinas, como los tricotecenos tipo A. En los cultivos de F. venenatum se pueden encontrar genes productores de micotoxinas como isotrichodermina, isotricodermol, sambucinol, apo-trichothecen, culmorina, culmorona y enniatina B. Se pueden seleccionar cepas específicas que no producen micotoxinas en condiciones óptimas para reducir el peligro para los consumidores humanos. Se pueden realizar pruebas a intervalos de seis horas para controlar la presencia de micotoxinas. 
Se realizan pruebas continuas para detectar problemas de reacciones alérgicas, que pueden ir desde dolor abdominal, náuseas y vómitos hasta reacciones asmáticas graves, especialmente cuando se cruzan con esporas de moho inhaladas.

## Potencial nutricional
La micoproteína es capaz de proporcionar una mayor saciedad que las fuentes de proteínas tradicionales como el pollo, a la vez que es rica en proteínas y baja en contenido calórico. Reemplazar dos porciones de proteína de carne con micoproteínas puede resultar en un déficit diario de 80 kilocalorías (330kJ), al mismo tiempo que se extiende el período de saciedad, que es prometedor para los programas de control de peso. La micoproteína es rica en contenido de fibra y proteínas, pero muy baja en grasas, lo que la convierte en una fuente de alimento deseable para los consumidores que intentan limitar el consumo de grasas, pero aún participan en una dieta alta en proteínas. 
El alto contenido de fibra de F. venenatum también tiene potencial para controlar los niveles de azúcar en la sangre. El mecanismo que vincula el contenido de fibra y el efecto de F. venenatum en el manejo de la glucemia y la insulenaemia no se comprende completamente, pero se sabe que disminuye la tasa de absorción de glucosa y la secreción de insulina y ayuda a mitigar el límite máximo de insulina que puede procesar la glucosa. como pico de insulina.
En condiciones óptimas, la biomasa de F. venenatum puede ser un 42% de proteínas, a la vez que funciona como un material prebiótico para el intestino inferior.

## Otras lecturas
- Wiebe, M.G. (2002). «Myco-protein from Fusarium venenatum: a well-established product for human consumption». Applied Microbiology and Biotechnology 58 (4): 421-7. PMID 11954786. doi:10.1007/s00253-002-0931-x. (enlace roto disponible en Internet Archive; véase el historial, la primera versión y la última).

- Datos: Q3122802